# Euippe (Tochter des Daunos)
Euippe (altgriechisch Εὐίππη Euíppē) ist eine Frauengestalt der griechischen Mythologie.
Euippe war die Tochter des Königs Daunos von Apulien. Sie wurde die Geliebte von Diomedes’ Stiefbruder Alainos.